# Формула Льюїса
Фо́рмула Лью́їса, структу́ра Лью́їса — графічне зображення зв'язків між атомами, молекулами або йонами, яке запропонував хімік Гільберт Льюїс (англ. Gilbert Newton Lewis) у 1916 році, яке базується на правилі октету. У цій структурі хімічні елементи позначаються своїм хімічним символом, а валентні електрони — точками навколо цих елементів. Копії електронів між двома символами позначають зв'язки між елементами.

## Побудова формули
Побудувати формулу Льюїса для деякої молекули можна за такою схемою:
1. Перераховуються всі валентні електрони кожного елемента молекули, і сумується їхня кількість;
2. Отримана сума поділяється на два, і отримується кількість електронних пар, які будуть в структурі;
3. Будується «скелет» формули, записуючи хімічні елементи і розподіляючи електронні пари між ними;
4. Потім переміщаючи електронні пари, утворюємо схему, яка задовольняє правило октету (тобто, щоб кожен елемент мав 8 електронів, або 4 електронні пари);
5. Перевіряємо, щоб заряд кожного елемента був якнайменший, а також, щоб позитивний заряд не був у електронегативних елементах.

Формула Льюїса для води
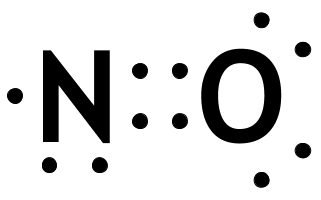
Формула Льюїса для оксиду азоту
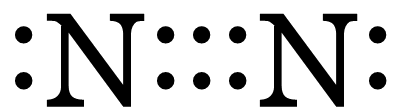
Формула Льюїса для молекулярного азоту
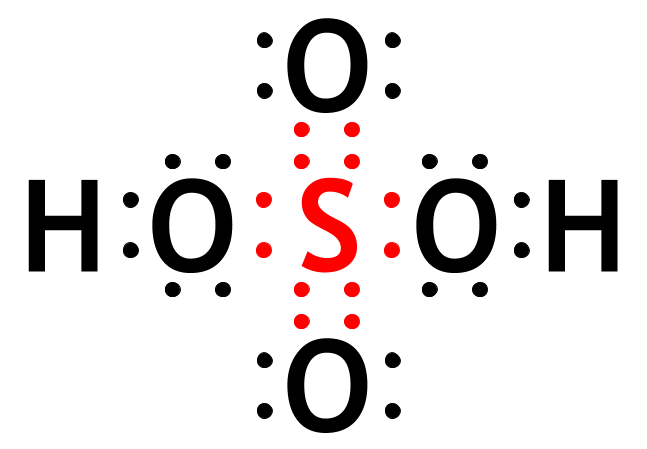
Формула Льюїса для сульфатної кислоти